# 조종훈
조종훈(趙鐘勛, ? ~ ?)은 일제강점기의 경찰이다.

## 생애
조선총독부 순사로 재직 중이던 1912년 8월 1일 일본 정부로부터 한국병합기념장을 받았다. 1920년부터 1921년까지 함경남도 정평경찰서 경부보, 1922년부터 1923년까지 함경남도 영흥경찰서 경부를 역임했고, 함경남도 홍원경찰서(1924년 ~ 1925년)와 함경남도 영흥경찰서(1926년 ~ 1928년), 함경남도 북청경찰서(1929년), 함경남도 신갈파경찰서(1930년 ~ 1932년)에서 근무했다.
함경남도 신갈파경찰서 경부로 재직 중이던 1931년에 일어난 만주사변 때 부하를 지휘하여 압록강 등 국경 지역의 경계 경비 활동에 나섰다. 1931년 9월 23일에는 중국 만주 장백현 13도구와 오지에 잠입해서 일반 동향 탐지와 지형 정찰 업무를 수행하는 한편, 밀정을 동원하여 각종 정보를 수집했다. 또한 조선인과 중국인에 대한 감시와 사찰 업무를 수행하여 일본군에 적극 협력했다.
1932년 4월 8일 일본 정부로부터 훈8등 서보장을 받았고, 1932년 10월 1일 조선 쇼와 5년 국세 조사 기념장을 받았다. 1933년 3월 6일 함경북도 경시로 임명되었으며, 1934년 4월 29일 만주 사변에 적극 협력한 공로를 인정받아 만주 사변 종군기장을 받았다. 1934년 7월 23일 일본 정부의 만주 사변 행상에서 공로 갑(功勞 甲)에 상신되었고, 1935년 7월 25일 일본 정부로부터 공로 을(功勞 乙)을 받았다.
친일파 708인 명단의 경시 부문, 민족문제연구소의 친일인명사전 수록자 명단의 경찰 부문, 친일반민족행위진상규명위원회가 발표한 친일반민족행위 705인 명단에 포함되었다.

## 참고 자료
- 친일반민족행위진상규명위원회 (2009). 〈조종훈〉. 《친일반민족행위진상규명 보고서 Ⅳ-17》. 서울. 147~153쪽.